# Average White Band
Average White Band (ook wel AWB genoemd) was een Schotse funk- en soulband die in de jaren zeventig hits scoorde met soul- en disconummers als Pick Up the Pieces en Cut the Cake. De band bestond inclusief rustpauze van 1972 tot 2024; Alan Gorrie en Onnie McIntyre overleefden alle bezettingswisselingen en opereerden sinds midden jaren zeventig vanuit de Verenigde Staten. 

## Bezetting
Voormalige leden
- Alan Gorrie – basgitaar, gitaren, zang, keyboards (1972–1983, 1989–2024)
- Owen 'Onnie' McIntyre – gitaren, achtergrondzang (1972–1983, 1989–2024)
- Fred Vigdor – tenorsaxofoon, keyboards, achtergrondzang (1996–2024)
- Rocky Bryant – drums (2006–2024)
- Brent Carter – zang (2011–2024)
- Rob Aries – keyboards, basgitaar (2013–2024)
- Cliff Lyons – altsaxofoon (2015–2024)
- Roger Ball – altsaxofoon, keyboards (1972–1983, 1989–1996)
- Malcolm 'Molly' Duncan – tenorsaxofoon (1972–1983; overleden in 2019)
- Robbie McIntosh – drums (1972–1974; overleden)
- Michael Rosen – trompet, gitaar (1972)
- Hamish Stuart – gitaar, basgitaar, zang (1972–1983)
- Steve Ferrone – drums (1974–1983)
- Eliot Lewis – keyboards, gitaar, basgitaar, percussie, zang (1989–2002)
- Tiger McNeil – drums (1989–1994)
- Alex Ligertwood – zang (1989)
- Peter Abbott – drums (1994–1998)
- Fred 'Catfish' Alias – drums (1998–1999)
- Adam Deitch – drums (1999–2001)
- Brian Dunne – drums (2001–2006)
- Klyde Jones – keyboards, gitaar, basgitaar, zang (2002–2011)
- Morris Pleasure – keyboard, basgitaar, gitaar (2011, 2013)
- Monte Croft – keyboard, basgitaar, gitaar (2011–2013)

## Geschiedenis

### 1971-1973
De band werd in 1971 opgericht door bassist/zanger Alan Gorrie en saxofonist Malcolm ("Molly") Duncan. De overige leden waren gitarist Onnie McIntyre, saxofonist Roger Ball, drummer Robbie McIntosh en trompettist Michael Rosen. Laatstgenoemde werd al snel vervangen door gitarist/falsetzanger Hamish Stuart. De naam Average White Band zou zijn bedacht door de Amerikaanse zangeres Bonnie Bramlett met wie de band het album Sweet Bonnie Bramlett opnam. 

### 1973-1977
De band brak door nadat ze als voorprogramma mochten optreden tijdens het comeback-concert van Eric Clapton in 1973. Platenproducent MCA zag er wel brood in en bood hen een contract aan. Hun eerste album, Show Your Hand, verkocht echter niet best. De tourmanager van Eric Clapton, Bruce McCaskill, bood vervolgens aan de band te managen. Hij leende geld om hen mee te kunnen nemen naar de Verenigde Staten en hen daar te promoten. McCaskill had veel contacten, en het lukte hem Atlantic Records de band een contract aan te laten bieden. De band verhuisde naar New York, tekende het contract en bracht een album uit, AWB, later beter bekend als "the White Album". Dit album werd een enorm succes en behaalde de eerste plaats in de Billboard-hitlijsten in de VS.
In september 1974 sloeg het noodlot echter toe. McIntosh nam een overdosis heroïne en stierf. Ook Gorrie nam een overdosis, maar hij werd bij bewustzijn gehouden door de zangeres Cher tot de ambulance arriveerde, en werd gered. De band ging door met de uit Brighton afkomstige Steve Ferrone als vervanger van McIntosh.
In 1975 behaalde de van het album AWB afkomstige single Pick Up the Pieces de eerste plaats in de Amerikaanse hitlijsten en werd Show Your Hand opnieuw uitgebracht onder de titel Put It Where You Want It. De volgende albums Cut the Cake (1975; opgedragen aan de nagedachtenis van McIntosh) en Soul Searching (1976) waren eveneens grote successen. In 1977 verscheen Benny & Us, een samenwerking met Ben E. King; het enige concert van dat jaar vond plaats op het Montreux Jazz Festival.

### 1978-1982
De albums Warmer Communications (1978)  en Feel No Fret uit 1979 (met de single When Will You Be Mine) waren de laatste voor Atlantic. Daarna stapte de band over naar RCA en bracht het in 1980 Shine uit. Dit album, waaraan David Foster zijn medewerker verleende,  bracht de hit Let's Go Round Again voort. In 1994 werd het opnieuw uitgebracht als remix en drie jaar  later succesvol gecoverd door ex-Eternal-zangeres Louise. In 1982 volgde nog het door Dan Hartman geproduceerde  album Cupid's in Fashion (1982), het laatste in de klassieke bezetting. Het succes liep terug, en na de bijbehorende tournee ging de band in 1983 tijdelijk uit elkaar.

### 1989-nu
Gorrie, Ball en McIntyre formeerden een nieuwe AWB en brachten in 1989 het album Aftershock uit met toenmalig Santana-frontman Alex Ligertwood (eveneens een ontheemde Schot) en Eliot Lewis in de plaats van Hamish Stuart. Verdere gastbijdragen waren er van Ronnie Laws en Chaka Khan die zich op haar eerste vijf soloplaten liet begeleiden door Stuart en Ferrone.
Ligertwood ging weer op tournee met Santana, en tegen de tijd dat het volgende album verscheen Soul Tattoo (1997) was ook Ball vertrokken. Daarna volgden de albums Face To Face (1999) en Living in Colour (2003) waarop Lewis was vervangen door Klyde Jones die tot 2011 bij de band bleef. Allebei zijn ze overgestapt naar de liveband van Hall & Oates. 
Uiteindelijk werden oerleden Gorrie (bas, zang) en McIntyre (gitaar, zang) bijgestaan door Brent Carter (ex-zanger van Tower of Power), Fred Vigdor (saxofoon, toetsen, zang), Rocky Bryant (drums) en Rob Aries (bas, toetsen). In deze bezetting verscheen in juni 2017 een cover van de Isley Brothers-klassieker Harvest For the World, geproduceerd door oud-Isleys-lid Chris Jasper. In november 2017 gaf de band voor het eerst in lange tijd weer concerten in Nederland. 
Op 25 juni 2019 werd Average White Band door de New York Times in een top 100 opgenomen van artiesten waarvan er in 2008 opnamen verloren zijn gegaan bij de brand in de Universal Studios Hollywood. In oktober 2019 overleed Malcolm Duncan op 74-jarige leeftijd.
In juni 2023 kondigde Average White Band een afscheidstournee aan. Het laatste concert weed opgenomen en zal in 2025 worden uitgebracht onder de titel One Final Note.

### Solocarrières
- Hamish Stuart keerde terug naar Engeland; hij speelde met ex-Beatles Paul McCartney (1989-1993) en Ringo Starr (2006, 2008, 2019) en verzorgde gastoptredens bij onder meer Bill Wyman's Rhythm Kings (2014). Nieuw werk bracht Stuart uit op zijn soloalbum Sooner or Later (1999), en op Three Sixty (2016) van de gelijknamige supergroep die feitelijk de andere helft is van de klassieke AWB-bezetting.

- Behalve met Chaka Khan heeft Steve Ferrone ook met o.a. Scritti Politti, Duran Duran en Eric Clapton samengewerkt; van 1994 tot 2017 drumde hij bij Tom Petty & the Heartbreakers.

## Discografie

### Studioalbums
| Jaar | Titel                        | Hoogste posities in de hitlijsten | Hoogste posities in de hitlijsten | Hoogste posities in de hitlijsten | Hoogste posities in de hitlijsten | Hoogste posities in de hitlijsten | Certificaties              |
| Jaar | Titel                        | VK                                | AUS                               | VS                                | VS R&B                            | CAN                               | Certificaties              |
| --- | ---------------------------- | --------------------------------- | --------------------------------- | --------------------------------- | --------------------------------- | --------------------------------- | -------------------------- |
| 1973 | Show Your Hand               | —                                 | —                                 | 39                                | 39                                | 69                                |                            |
| 1974 | AWB                          | 6                                 | 22                                | 1                                 | 1                                 | 2                                 | - RIAA: Goud - BPI: Zilver |
| 1975 | Cut the Cake                 | 28                                | 71                                | 4                                 | 1                                 | 11                                | - RIAA: Goud               |
| 1976 | Soul Searching               | 60                                | 81                                | 9                                 | 2                                 | 20                                | - RIAA: Platina            |
| 1977 | Benny & Us (met Ben E. King) | —                                 | —                                 | 33                                | 14                                | —                                 |                            |
| 1978 | Warmer Communications        | —                                 | 85                                | 28                                | 12                                | 31                                | - RIAA: Goud               |
| 1979 | Feel No Fret                 | 15                                | 99                                | 32                                | 30                                | 86                                | - BPI: Zilver              |
| 1980 | Shine                        | 14                                | —                                 | 116                               | 38                                | —                                 |                            |
| 1982 | Cupid's in Fashion           | —                                 | —                                 | —                                 | 49                                | —                                 |                            |
| 1989 | Aftershock                   | —                                 | —                                 | —                                 | 69                                | —                                 |                            |
| 1997 | Soul Tattoo                  | —                                 | —                                 | —                                 | —                                 | —                                 |                            |
| 2003 | Living in Colour             | —                                 | —                                 | —                                 | —                                 | —                                 |                            |
| 2018 | Inside Out                   | —                                 | —                                 | —                                 | —                                 | —                                 |                            |
| "—" geeft publicaties aan die niet in de hitlijsten zijn opgenomen of niet in dat muziekgebied zijn uitgebracht. |                              |                                   |                                   |                                   |                                   |                                   |                            |

### Livealbums
| Jaar | Titel                                                                              | Hoogste posities in de hitlijsten | Hoogste posities in de hitlijsten |
| Jaar | Titel                                                                              | VS                                | VS R&B                            |
| --- | ---------------------------------------------------------------------------------- | --------------------------------- | --------------------------------- |
| 1976 | Person to Person (dubbelalbum)                                                     | 28                                | 9                                 |
| 1999 | Face to Face                                                                       | —                                 | —                                 |
| 2006 | Soul & the City                                                                    | —                                 | —                                 |
| 2011 | Live at Montreux 1977 (opgenomen tijdens het Montreux Jazz Festival, 10 juli 1977) | —                                 | —                                 |
| 2013 | Times Squared (opgenomen bij B. B. King's, New York, NY, 18 maart 2009)            | —                                 | —                                 |
| 2015 | Access All Areas (opgenomen bij het Nottingham's Theatre Royal, zomer 1980)        | —                                 | —                                 |
| 2016 | AWB R&B                                                                            | —                                 | —                                 |
| "—" geeft publicaties aan die niet in de hitlijsten zijn opgenomen of niet in dat muziekgebied zijn uitgebracht. |                                                                                    |                                   |                                   |

### Compilatiealbums
| Jaar | Titel                                                     | Hoogste posities in de hitlijsten | Hoogste posities in de hitlijsten | Certificaties |
| Jaar | Titel                                                     | VK                                | VS                                | Certificaties |
| --- | --------------------------------------------------------- | --------------------------------- | --------------------------------- | ------------- |
| 1980 | Volume VIII (bevat 5 hits en 4 niet uitgebrachte songs)   | —                                 | 182                               |               |
| 1992 | Pickin' Up the Pieces: The Best of Average White Band     | —                                 | —                                 |               |
| 1994 | The Best of the Average White Band - Let's Go Round Again | 38                                | —                                 | - BPI: Zilver |
| 1997 | Pick Up the Pieces and Other Hits                         | —                                 | —                                 |               |
| 2005 | Greatest & Latest                                         | —                                 | —                                 |               |
| 2006 | The Very Best Of                                          | —                                 | —                                 |               |
| 2009 | Pick Up the Pieces (The Very Best Of)                     | —                                 | —                                 |               |
| 2014 | All the Pieces - The Complete Studio Recordings 1971–2003 | —                                 | —                                 |               |
| 2019 | Gold                                                      | 99                                | —                                 |               |
| "—" geeft publicaties aan die niet in de hitlijsten zijn opgenomen of niet in dat muziekgebied zijn uitgebracht. |                                                           |                                   |                                   |               |

### Singles
| Jaar | Titel                                               | Hoogste posities in de hitlijsten | Hoogste posities in de hitlijsten | Hoogste posities in de hitlijsten | Hoogste posities in de hitlijsten | Hoogste posities in de hitlijsten | Hoogste posities in de hitlijsten | Certificaties              | Album                           |
| Jaar | Titel                                               | UK                                | US                                | US R&B                            | US Dance                          | AUS                               | CAN                               | Certificaties              | Album                           |
| --- | --------------------------------------------------- | --------------------------------- | --------------------------------- | --------------------------------- | --------------------------------- | --------------------------------- | --------------------------------- | -------------------------- | ------------------------------- |
| 1973 | Put It Where You Want It                            | —                                 | —                                 | —                                 | —                                 | —                                 | —                                 |                            | Show Your Hand                  |
| 1973 | Show Your Hand                                      | —                                 | —                                 | —                                 | —                                 | —                                 | —                                 |                            | Show Your Hand                  |
| 1973 | This World Has Music                                | —                                 | —                                 | —                                 | —                                 | —                                 | —                                 |                            | Show Your Hand                  |
| 1974 | The Jugglers                                        | —                                 | —                                 | —                                 | —                                 | —                                 | —                                 |                            | Show Your Hand                  |
| 1974 | How Can You Go Home                                 | —                                 | —                                 | —                                 | —                                 | —                                 | —                                 |                            | Put It Where You Want It        |
| 1974 | You Got It                                          | —                                 | —                                 | —                                 | —                                 | —                                 | —                                 |                            | AWB                             |
| 1974 | Nothing You Can Do                                  | —                                 | —                                 | —                                 | —                                 | —                                 | —                                 |                            | AWB                             |
| 1974 | Pick Up the Pieces                                  | 6                                 | 1                                 | 5                                 | 11                                | 38                                | 4                                 | - BPI: Zilver - RIAA: Goud | AWB                             |
| 1975 | Cut the Cake                                        | 31                                | 10                                | 7                                 | 13                                | —                                 | 16                                |                            | Cut the Cake                    |
| 1975 | If I Ever Lose This Heaven                          | —                                 | 39                                | 25                                | —                                 | —                                 | —                                 |                            | Cut the Cake                    |
| 1975 | School Boy Crush                                    | —                                 | 33                                | 22                                | —                                 | —                                 | 41                                |                            | Cut the Cake                    |
| 1976 | Cloudy                                              | —                                 | —                                 | 55                                | —                                 | —                                 | —                                 |                            | Cut the Cake                    |
| 1976 | Everybody's Darling                                 | —                                 | —                                 | —                                 | —                                 | —                                 | —                                 |                            | Soul Searching                  |
| 1976 | I'm the One                                         | —                                 | —                                 | —                                 | —                                 | —                                 | —                                 |                            | Soul Searching                  |
| 1976 | Queen of My Soul                                    | 23                                | 40                                | 21                                | —                                 | —                                 | 83                                |                            | Soul Searching                  |
| 1976 | A Love of Your Own                                  | —                                 | —                                 | 35                                | —                                 | —                                 | —                                 |                            | Soul Searching                  |
| 1977 | Goin' Home                                          | —                                 | —                                 | —                                 | —                                 | —                                 | —                                 |                            | Soul Searching                  |
| 1977 | Get It Up (met Ben E. King)                         | —                                 | —                                 | 21                                | —                                 | —                                 | —                                 |                            | Benny and Us (with Ben E. King) |
| 1977 | A Star in the Ghetto (met Ben E. King)              | —                                 | —                                 | 25                                | —                                 | —                                 | —                                 |                            | Benny and Us (with Ben E. King) |
| 1977 | Fool for You Anyway (met Ben E. King)               | —                                 | —                                 | —                                 | —                                 | —                                 | —                                 |                            | Benny and Us (with Ben E. King) |
| 1977 | Imagine (met Ben E. King)                           | —                                 | —                                 | —                                 | —                                 | —                                 | —                                 |                            | Benny and Us (with Ben E. King) |
| 1977 | Get It Up for Love (met Ben E. King)                | —                                 | —                                 | —                                 | —                                 | —                                 | —                                 |                            | Benny and Us (with Ben E. King) |
| 1978 | One Look Over My Shoulder (Is This Really Goodbye?) | —                                 | —                                 | —                                 | —                                 | —                                 | —                                 |                            | Warmer Communications           |
| 1978 | Your Love Is a Miracle                              | —                                 | —                                 | 33                                | —                                 | —                                 | —                                 |                            | Warmer Communications           |
| 1978 | Big City Lights                                     | —                                 | —                                 | —                                 | —                                 | —                                 | —                                 |                            | Warmer Communications           |
| 1978 | Same Feeling, Different Song                        | —                                 | —                                 | —                                 | —                                 | —                                 | —                                 |                            | Warmer Communications           |
| 1978 | She's a Dream                                       | —                                 | —                                 | —                                 | —                                 | —                                 | —                                 |                            | Warmer Communications           |
| 1979 | Walk on By                                          | 46                                | 92                                | 32                                | —                                 | —                                 | —                                 |                            | Feel No Fret                    |
| 1979 | When Will You Be Mine                               | 49                                | —                                 | —                                 | —                                 | —                                 | —                                 |                            | Feel No Fret                    |
| 1979 | Atlantic Avenue                                     | —                                 | —                                 | —                                 | —                                 | —                                 | —                                 |                            | Feel No Fret                    |
| 1979 | Feel No Fret                                        | —                                 | —                                 | —                                 | —                                 | —                                 | —                                 |                            | Feel No Fret                    |
| 1980 | Let's Go Round Again                                | 12                                | 53                                | 40                                | 24                                | —                                 | —                                 |                            | Shine                           |
| 1980 | For You, for Love                                   | 46                                | —                                 | 60                                | —                                 | —                                 | —                                 |                            | Shine                           |
| 1980 | Into the Night                                      | —                                 | —                                 | —                                 | —                                 | —                                 | —                                 |                            | Shine                           |
| 1982 | Easier Said Than Done                               | —                                 | —                                 | —                                 | —                                 | —                                 | —                                 |                            | Cupid's in Fashion              |
| 1982 | Cupid's in Fashion                                  | —                                 | —                                 | —                                 | —                                 | —                                 | —                                 |                            | Cupid's in Fashion              |
| 1982 | You're My Number One                                | —                                 | —                                 | —                                 | —                                 | —                                 | —                                 |                            | Cupid's in Fashion              |
| 1982 | I Believe                                           | —                                 | —                                 | —                                 | —                                 | —                                 | —                                 |                            | Cupid's in Fashion              |
| 1986 | Cut the Cake (herpublicatie)                        | —                                 | —                                 | —                                 | —                                 | 66                                | —                                 |                            | —                               |
| 1988 | The Spirit of Love (met Chaka Khan en Ronnie Laws)  | —                                 | —                                 | 47                                | —                                 | —                                 | —                                 |                            | Aftershock                      |
| 1989 | Sticky Situation                                    | —                                 | —                                 | —                                 | —                                 | —                                 | —                                 |                            | Aftershock                      |
| 1994 | Let's Go Round Again (herpublicatie/remix)          | 56                                | —                                 | —                                 | —                                 | —                                 | —                                 |                            | —                               |
| 1996 | Every Beat of My Heart                              | —                                 | —                                 | —                                 | —                                 | —                                 | —                                 |                            | Soul Tattoo                     |
| 1997 | Back to Basics                                      | —                                 | —                                 | —                                 | —                                 | —                                 | —                                 |                            | Soul Tattoo                     |
| "—" geeft publicaties aan die niet in de hitlijsten zijn opgenomen of niet in dat muziekgebied zijn uitgebracht. |                                                     |                                   |                                   |                                   |                                   |                                   |                                   |                            |                                 |

### Andere bijdragen
- 1974: Wish You Were Here – Average White Horns op Just a Chance en Should I Smoke – gearrangeerd door Roger Ball
- 1976: Up – Morrissey–Mullen
- 1977: The Atlantic Family Live at Montreux
- 1978: The Cosmos Theme – geschreven door Alan Gorrie en Steve Ferrone, en opgenomen door de band onder het pseudoniem The Cosmic Highlanders

## Hitnoteringen

### Albums
| Album met eventuele hitnotering(en) in de Nederlandse Album Top 100 | Datum van verschijnen | Datum van binnenkomst | Hoogste positie | Aantal weken | Opmerkingen     |
| ------------------------------------------------------------------- | --------------------- | --------------------- | --------------- | ------------ | --------------- |
| Show your hand                                                      | 09-1973               | -                     |                 |              |                 |
| AWB                                                                 | 08-1974               | -                     |                 |              |                 |
| Cut the cake                                                        | 06-1975               | -                     |                 |              |                 |
| Soul searching                                                      | 07-1976               | -                     |                 |              |                 |
| Person to person                                                    | 1976                  | -                     |                 |              | Livealbum       |
| Benny & us                                                          | 1977                  | -                     |                 |              | met Ben E. King |
| Warmer communications                                               | 1978                  | -                     |                 |              |                 |
| Feel no fret                                                        | 1979                  | -                     |                 |              |                 |
| Shine                                                               | 1980                  | -                     |                 |              |                 |
| Volume VIII                                                         | 1980                  | -                     |                 |              | Verzamelalbum   |
| Cupid's in fashion                                                  | 1982                  | -                     |                 |              |                 |
| Aftershock                                                          | 1989                  | -                     |                 |              |                 |
| Let's go round again                                                | 1994                  | -                     |                 |              | Verzamelalbum   |
| Soul tattoo                                                         | 1997                  | -                     |                 |              |                 |
| Face to face                                                        | 1999                  | -                     |                 |              | Livelalbum      |
| Living in colour                                                    | 2003                  | -                     |                 |              |                 |
| Greatest and latest                                                 | 2005                  | -                     |                 |              | Verzamelalbum   |
| Soul & the city - Recorded live at B.B. King's                      | 19-02-2008            | -                     |                 |              | Livealbum       |
| Times squared                                                       | 2009                  | -                     |                 |              | Livealbum       |
| Pick up the pieces - The very best of The Average White Band        | 21-09-2009            | -                     |                 |              | Verzamelalbum   |
| Times squared... Live from New York                                 | 01-02-2013            | -                     |                 |              | Livealbum       |

### Singles
| Single met eventuele hitnotering(en) in de Nederlandse Top 40 | Datum van verschijnen | Datum van binnenkomst | Hoogste positie | Aantal weken | Opmerkingen                                                |
| ------------------------------------------------------------- | --------------------- | --------------------- | --------------- | ------------ | ---------------------------------------------------------- |
| Pick up the pieces                                            | 1975                  | 22-03-1975            | tip14           | -            |                                                            |
| When will you be mine                                         | 1979                  | 29-09-1979            | tip12           | -            |                                                            |
| The spirit of love                                            | 1989                  | 22-04-1989            | tip20           | -            | met Chaka Khan & Ronnie Laws / Nr. 53 in de Single Top 100 |

### NPO Radio 2 Top 2000
| Nummer met noteringen in de NPO Radio 2 Top 2000 | '99  | '00 | '01  | '02  | '03  | '04  |
| ------------------------------------------------ | ---- | --- | ---- | ---- | ---- | ---- |
| Pick Up the Pieces                               | 1168 | -   | 1388 | 1458 | 1726 | 1568 |

1. ↑  Een '-' betekent dat het nummer niet was genoteerd en een vetgedrukt getal geeft de hoogste notering aan.
2. ↑  Deze tabel is bijgewerkt tot en met de meest recente editie (2024).